# 新韓青年党
新韓青年党(신한청년당)は、1918年8月に中国の上海で組織された 日本統治下朝鮮の独立運動団体である。1919年の三・一運動前後に大規模な活動を行った。党首は呂運亨。呂運亨、韓鎭敎、張徳秀、金澈、鮮于爀、 趙東祜の6人が発起人である。そのほかにも1919年4月に 徐丙浩、 金九、李光洙、シン・ミョンホ等が活動に加わった。
党の綱領は「大韓独立・社会改良・世界大同」の３つであった。 1918年12月には独立請願書を米国のウッドロウ・ウィルソン大統領に渡し、1919年1月には金奎植をパリ講和会議に派遣して朝鮮の独立を要求した。 また東京、ロシアの沿海州、南北アメリカとも緊密な連絡網を構築した。1919年、新韓青年党の活躍で日本では朝鮮からの留学生たちが二・八独立宣言を発表し、朝鮮で全国的な三・一運動が起こる震源となった。
本団体の構成員らは、1919年4月11日に樹立された大韓民国臨時政府の主軸を成した 。臨時政府はパリにいた金奎植を外務総長に任命し、独立請願書を提出させた。その後1922年12月、大韓民国臨時政府の自主解散命令により解体された。

## 歴史

### 創立
新韓青年党は1918年8月20日頃、上海に開設されたフランスの租界で、呂運亨、鮮于爀、韓鎭敎、張徳秀、金澈、趙東祜の6人の発起により設立された。創立の中心人物である呂運亨は1914年に中国へ亡命して金陵大学を卒業し、上海で협화서국(協和書局, Mission Book Company)というキリスト教書籍の出版・販売公社で働いていたとき、1918年日本での留学を終えて上海に立ち寄った張徳秀と出会った。2人は独立運動の方略を話し合った結果、長期戦にならざるを得ない独立運動において、青年による独立運動が特に重要だという認識を共有した。 当時上海に滞在していた金澈、鮮于爀、韓鎭敎、趙東祜らもこれに賛同し、彼ら6人が発起人となって新韓青年党を創立した。 彼らは最初「党名」なしに毎週土曜日に定期的に会議をもち、討論を交わした。「新韓青年党」の名称は1918年11月に急遽つけられたもので、呂運亨がトルコの政治家ケマル・パシャの「青年トルコ党」にヒントを得て、これを模倣してつけたものである。当時、上海では青年トルコ党員が10余名も活動していた。呂運亨は、同じ外国人留学生のアーメル・ベイ(Armel Bey)等から青年トルコ党の存在と組織について聞き、これを参考にした。
新韓青年党の創立目的を趣旨書で見ると、「独立を完成させ、独立を回復した後は文化的、道徳的に民族を改革し、新大韓民族を作り、学術と産業を起こして実力を養成し、大韓民族の新文化が全人類に偉大な幸福を与えるようにする」とされている 。また趣旨所で明らかにされている新韓青年党の理念は 民族主義(独立思想)、民主主義、共和主義、社会改革主義、国際平和主義などに要約できるものであった。新韓青年党は「大韓民族の独立を勝ち取り、共和政体の民主主義国家を樹立し、社会の全部分を時代の潮流に合うよう適切に大改革を断行して、大韓民族がつくった新文化が全人類に貢献するよう国際協力を行う祖国を建設する」とされた。

### 組織構成
創立時の党員は6名であったが、金奎植のパリ講和会議への派遣が議論された1918年11月下旬ごろには、党員は約20名に増加していた。そして翌年には、党員は約30～50名まで増加した。新韓青年党は、初期には党員がごく少数であったため、部署を定めず、呂運亨が代表兼総務として党の全ての事務を担当した。しかしその後、党員が増加し独立運動が本格的に展開されるようになると、1918年11月下旬～12月末に党憲を制定して綱領を文書化し、組織を体系化して部署を定めた。党憲は、党の目的と組織を規定した。 党綱領は次の通り。
- 大韓国独立の完成を祈図すること
- 内外の新旧思想を取捨融合して健全な国民思想の基礎を確定し、学術と技芸を奨励して世界の文化に貢献するとともに、社会の各項を制度改良し、世界の大勢に順応すること
- 世界大同主義の実現に努力すること

党憲・党綱の次には組織体系を再整備し、総務制を廃止して総裁・理事長・理事制を実施した。総裁は空席として、理事長には新入党員の金奎植を推戴した。理事の部署としては庶務部、交際部、財務部を置き、庶務部では徐丙浩、交際部では呂運亨、財務部では金仁銓を担当理事として選出した 。こうして、1918年8月の創立直後には主に呂運亨と張徳秀が党の業務を行っていたが、1918年11月下旬からは呂運亨、徐丙浩、金仁銓の3人が党務を行う組織体系が形成された。

### 三・一運動での活動
新韓青年党は同済社の若いメンバーで構成された小規模の青年独立運動団体であったが、創立の翌年に起きた二・八独立宣言と三・一運動の主導的役割を果たし、臨時政府樹立にもこのうえなく大きな役割を果たした。

#### 独立請願書の発送

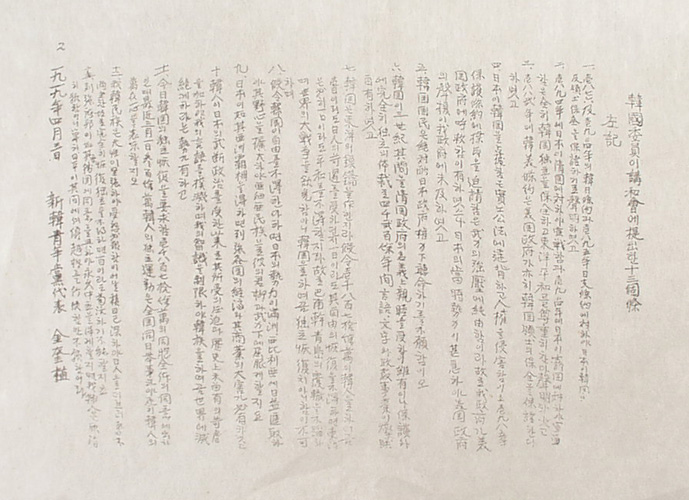
新韓青年党がパリ講和会議に提出した13ヵ条。

第一次世界大戦が1918年11月11日に終結すると、米国大統領のウィルソンはすぐに大統領特使チャールズ・クレーン(Charles R. Crane)を中国に派遣して、終戦後の講和会議に対する米国の立場を説明させ、中国も代表を派遣するよう勧告させた。クレーン特使が上海に到着すると中国側は米国特使訪問歓迎会を開催したが、これに新韓青年党代表の呂運亨も参加した。この席で「パリ講和会議では、敗戦後の植民地の処理原則において、民族自決が議論される可能性がある」というクレーン特使の演説を聞いた呂運亨は、クレーンの宿舎を訪問し、朝鮮民族代表の派遣も可能であるか否かを訪ねた。クレーンからは「米国政府の意思はわからないが、個人的には支援する」という応答が得られたため、呂運亨は新韓青年党の会議を招集してこの問題を議論した。会議では、天津に居住している金奎植を大韓民国臨時政府代表としてパリ講和会議に派遣することと、万が一旅費を用意できずに代表を派遣できなくなる場合に備え、新韓青年党総務・呂運亨の名義で独立に関する請願書2通を作成し、クレーンを通じて1通はウィルソン米国大統領に、もう1通はパリ講和会議に届けることが決定された。呂運亨はこの決定に従い、独立に関する同一内容の請願書2通を英文で作成し、そのうちの1通はクレーンを通じてウィルソンに送った。この文書はしっかりと届けられた。もう1通は、中国代表団顧問としてパリ講和会議へ出向いたトーマス‣ミラードに委託された。しかしこちらの文書は、ミラードが日本の横浜港でカバンを紛失したため、講和会議に届けられなかった。

#### パリ講和会議への代表派遣

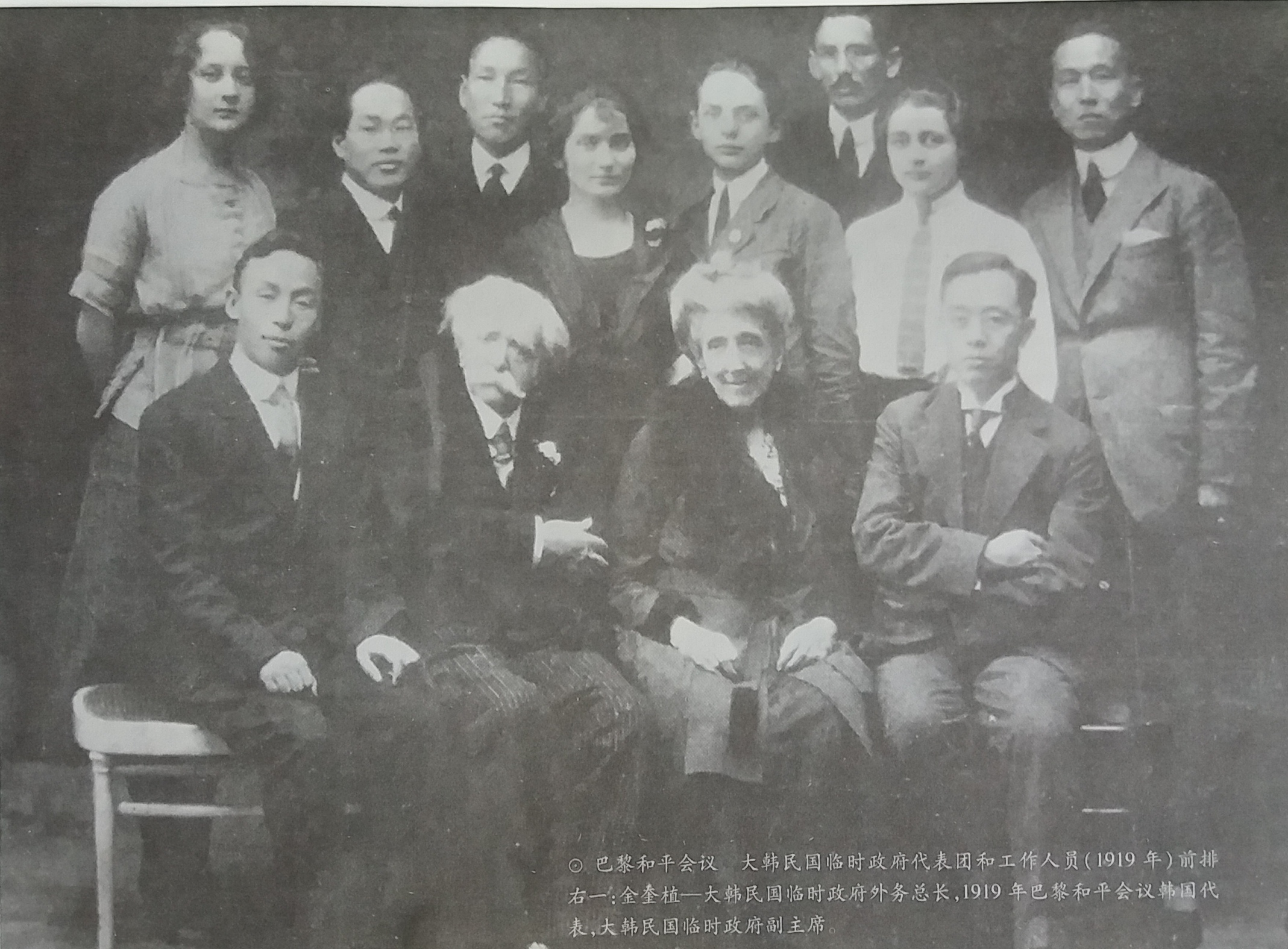
パリ講和会議に参席した金奎植と大韓民国臨時政府代表団。前列の左端が呂運亨、右端が金奎植。後列に立っている人物のうち、右から2番目が李灌鎔、3番目が趙素昻、右端が黄玘煥。

同済社の首長・申圭植（号は睨観）の指導を受けた新韓青年党は、協議の結果、英語に堪能な金奎植を、新韓青年党に入党させるとともに理事長に推戴し、新韓青年党代表かつ大韓民国臨時政府代表としてパリ講和会議に派遣することを決定した。その経費は張徳秀を極秘裏に国内に派遣して調達し、1919年2月1日、船便で上海を出発した。新韓青年党がパリ講和会議に朝鮮民族代表として金奎植を派遣した事実は、その後の三・一運動において重大なことであった。この事実は、朝鮮の市民と独立運動家、在日本留学生らに密使を通して伝えられた。新韓青年党の大韓民国臨時政府代表・金奎植の派遣は、三・一運動に決定的となる、重要な契機と求心点を提供したのである。金奎植は1919年3月13日、目的地のフランス・パリ市に到着し、中央シャトーダン通り38番地の家を借りて、平和会議韓国民代表館を設置し、朝鮮独立に関する請願書を講和会議に提出した。金奎植は、後から代表団に合流したアメリカ人ホーマー・ハルバート、李灌鎔、金復、 黄玘煥、趙鏞殷、呂運弘らの支援を受け、1919年5月10日、「韓国独立抗告書」を講和会議に提出した。 代表団はまた、「韓国独立と平和」という冊子をはじめとする多数の独立運動広報文書を作成し、各国代表およびジャーナリストに配布して、朝鮮人の独立への熱望を全世界に広く知らせた。金奎植は新韓青年党代表としてパリに到着し活動したが、1919年4月、上海で大韓民国臨時政府が樹立されると、臨時政府は金奎植を「平和会議大韓民国委員兼パリ委員」の正委員に、李灌鎔を副委員に任命した。

#### 朝鮮内での党員派遣
新韓青年党は三・一運動の推進にあたって、朝鮮の各地に党員張徳秀、鮮于爀、金澈、徐丙浩、金淳愛、白南奎らを派遣した。新韓青年党は張徳秀を2度朝鮮内派遣した。張徳秀の第1次派遣は1918年12月ごろで、パリ講和会議への代表派遣の経費を捻出するため、秘密裏に釜山に派遣された。張徳秀は3000ウォンの独立運動資金を募り、持ち帰った。第2次派遣では、張徳秀を日本で留学生と会わせ、その後京城府に入らせる計画であった。しかし張徳秀は仁川で朝鮮総督府警察に逮捕されてしまった。新韓青年党はまた、鮮于爀 を1919年1月に朝鮮内派遣し、新韓青年党がパリ講和会議へ代表を派遣した事実を彼に知らせ、待ち望んでいた機会であるから独立万歳デモ運動を慫慂するように言った。 鮮于爀は新民会所属時の同志であった梁甸伯、李昇薰、姜奎燦、安世桓、邊麟瑞、イ・ドクファン（이덕환）、金東元、都寅權、キム・ソンタク（김성탁）、尹愿三らに会い、独立万歳デモ運動と独立運動資金集めに関する積極的賛同を得て、京城府を経由して戻ってきた。その後鮮于爀の帰国に呼応して、平安道および平壌では、キリスト教徒らと崇実学校学生らを中心とした独立万歳デモ運動が準備され、天道教側から連合前線形成の提案を受けることとなった。新韓青年党はまた、金澈を朝鮮内で派遣し、独立運動資金を募らせた。金澈は天道教側の人物と面会し、独立運動の資金3万ウォンを拠出して送金してもらう約束を取り付けて帰ってきた。新韓青年党はこのほかにも徐丙浩、金淳愛、白南奎らを相次いで密派した。徐丙浩と金淳愛は大邱地域に入り、白南奎は湖南地域に入って、独立万歳デモ運動の蜂起と、パリ講和会議への大韓民国臨時政府代表派遣の資金援助をすすめた。

#### 日本への党員派遣

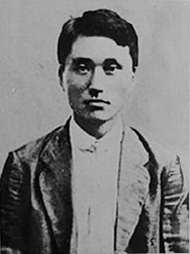
日本へ行き二・八独立宣言を朗読した李光洙。号は春園（춘원） 。

新韓青年党は趙鏞殷（1次）、張徳秀（2次）、李光洙（3次）を日本に派遣し、在日本朝鮮人留学生らに独立運動を起こすよう促した。趙鏞殷は1919年1月東京に到着し、在日本朝鮮人留学生らと会って、新韓青年党代表の金奎植がパリ講和会議に派遣されていることを伝えた。もともと上海へ亡命していた趙鏞殷は、朝鮮へ戻る道中で先に日本に派遣され、東京にいる朝鮮人留学生らが2月8日に独立運動を行うことを決定したという通知を受けて、日本で緊急に募った独立運動資金800ウォンを上海に送った。張徳秀は日本での使命を遂行して朝鮮に戻り、2月20日京城府に到着したのち仁川で潜伏していたが、朝鮮総督府当局に逮捕された。李光洙は1919年1月に上海を出発し、北京を経由して日本の東京へ到着、在日本朝鮮人留学生らの二・八独立宣言 文を作成した。

#### その他地域への代表派遣
新韓青年党の党首である呂運亨自身は満州とロシア沿海州に行き、現地の独立運動家と朝鮮人にパリ講和会議への金奎植派遣を知らせ、これが独立運動蜂起の好機であることを説明して独立運動高揚を図るとともに、パリ市滞在中の金奎植ら代表団に送る資金の募金活動を行った。呂運亨は1919年1月20日に上海を出発し、まず満州の吉林省へ行って、呂準らをはじめとする独立運動家に、パリ講和会議が好機であることを説明し、独立運動の蜂起を勧めた。呂運亨は続いてロシア沿海州へ行って李東寧、朴殷植、趙琬九らに会い、パリ講和会議に沿海州の朝鮮人代表も派遣することを勧め、パリ講和会議が独立運動蜂起の好機であることを説明して全幅的な支持を得た。沿海州在留の独立運動家のうち多数が、上海に来てともに独立運動を大幅に強化することを約束した。
また呂運亨は、ここで1ヶ月滞在する間、墾民会の会長・金躍淵と総務・鄭載冕に会い、組織的に独立運動を展開することを決定し、一部は上海に来ることを約定して、独立運動資金を得た。呂運亨はまた、当時シベリアに駐屯していた連合軍司令官ラドラ・ガイダを訪ね、朝鮮独立運動に対する協力を得た。呂運亨は、日本の侵略を批判し朝鮮独立を唱える宣伝文を英文で作成して、数万枚を連合軍に配布し、独立運動の広報活動を行った。1918年11月から1919年2月までの新韓青年党の活動は、三・一運動（1919年3月1日）と、独立運動の飛躍的高揚の一つの震源となった。

### 上海での臨時政府樹立
新韓青年党は、三・一運動直後の4月10日～11日に上海で組織された大韓民国臨時政府の樹立において主導的役割を果たした。新韓青年党が三・一運動を蜂起すべく各地に派遣した党員らが3月下旬に上海へ入ると、新韓青年党はフランス租界内に臨時独立事務所を設け、4月1日に臨時政府樹立問題を本格的に議論することになった。党員の間では、趙鏞殷のように「臨時政府を樹立しよう」という主張と、呂運亨のように「臨時政府という名称は過大だから、新しい大政党を組織しよう」という主張とがあったが、党員の多数は臨時政府の樹立を望んだため、結局は臨時政府樹立を推進することとなった。満州と沿海州で呂運亨が取り付けた約束どおり、多数の指導的独立運動家が上海に集まった。1919年4月10日、上海フランス租界にて、満州、沿海州など各地から来た29人の指導的独立運動家らが参席して大韓民国臨時議政院会議が開催されたが、このうち9人が新韓青年党院であった。そして、最初の上海大韓民国臨時政府議政院では、新韓青年党の幹部らが大きく活動した。行政府においても、新韓青年党代表の金奎植は外務総長として、その他の若い党幹部らは次長級で参加した。
上海の大韓民国臨時政府は、単純化して言えば、初めは新民会の旧幹部らを総長級、新韓青年党の幹部らを次長級として組織されていた。この体制は、1919年9月に統合臨時政府へと組織改編されるまで続いた。新韓青年党はその後も常に臨時政府を後援し擁護する路線を採り、1923年の国民代表会議開催時にも、金奎植とその妻金淳愛を除けば、全ての党員が改造派（臨時政府を解体するのではなく、実情に合わせて改編すべきだとする立場）に加わって、臨時政府解体には強く反対し、臨時政府の改造による強化発展を主張した。

### 自主解散

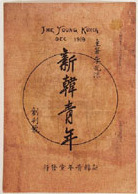
新韓青年党の機関紙『新韓青年』の創刊号の表紙。主筆は李光洙であった。

新韓青年党は、1919年12月1日に機関紙『新韓青年』を創刊・発行した。また従来の「上海高麗僑民親睦会」を改編強化して「上海大韓人居留民団」を創立し、呂運亨が団長、鮮于爀 が総務を引き受け、朝鮮独立と僑民権益のために活動した。1920年8月には米国委員団が北京を訪れた際、臨時政府の要人と共に朝鮮独立支援を要請する外交活動を行った。また1922年1月に、ソ連のモスクワにて極東諸民族大会が開催されると、大韓民国臨時政府に対する支持を対外的に得るべく、金奎植と呂運亨を新韓青年党代表として派遣・活動させた。1922年11月には、党員金九の提案により韓国労兵会を創立し、独立戦争のための実力準備事業を推進することにした。
しかし新韓青年党は、1922年12月中旬、上海で、自主的に解散することを決定した。その理由は、新韓青年党の外交活動と大韓民国臨時政府の外交活動とが外国で混同され、その結果、新韓青年党と臨時政府そのものを混同する事態がよく起こり、臨時政府側が新韓青年党の解散を要望したためであった。とりわけ、新韓青年党代表としてパリ講和会議に派遣された金奎植が、臨時政府で代表兼外務総長の座についていたことが混同を招いた 。両団体の拠点がいずれも上海であったことも混乱を加速させた。新韓青年党は1922年12月中旬、徐丙浩の家で会議を開き、一部反対意見もあったものの、臨時政府の要望を受け入れることを決定し、同月に解散した。

## 評価
新韓青年党の運動は、三・一運動を引き起こす最初の震源を形成した。新韓青年党は、パリ講和会議に代表を派遣して活動させ、在日本朝鮮人留学生たちの二・八独立宣言発表や、沿海州ニコリスク(現 ウスリースク)での1919年2月25日の大韓独立宣言大会開催を促した。沿海州朝鮮人代表のパリ講和会議派遣を促し、沿海州における独立運動高揚を鼓舞したほか、北間島における大韓国民会組織と独立運動高揚、戊午独立宣言書発表の契機を与えた。 1919年4月10日～11日の大韓民国臨時政府樹立に寄与して初期の活動に積極的に関わったほか、上海における大韓人居留民団と韓国労兵会の組織を主導した。また、中国、米国、ソ連などで各種大会と使節団を通じて活発な独立外交活動を展開した。党員数は約50人にすぎず規模面では限界があったが、主要な青壮年独立運動家は全て網羅していたため、このような大きな成果を挙げることができた。